# Антивоєнні протести в Білорусі (2022)
Антивоєнні протести в Білорусі 2022 року — акції протесту проти російського вторгнення в Україну, яке відбувалося зокрема з території Білорусі.

## Історія
24 лютого 2022 року Росія почала повномасштабне вторгнення в Україну, при чому основний удар на Київ було завдано з території Білорусі. 27 лютого в Білорусі проходив референдум про внесення змін до конституції, яких негласно вимагала від Лукашенка Росія за допомогу в придушенні протестів 2020-21 років. В день референдуму в кількох білоруських містах відбулися протести, основними гаслами яких була вимога зупинити вторгнення в Україну.
Загалом було затримано 1100 осіб, з них щонайменше 630 опинилися за ґратами. Найбільше затриманих було в Мінську, аналогічні інциденти сталися в Барановичах, Бобруйську, Вітебську, Городні, Новополоцьку, Пінську та ще кількох містах.
Крім акцій протесту в країні активізувався рух «рейкових партизанів», які вчиняли диверсії на залізниці для створення перешкод перекиданню військової техніки.